# NGC 7507
NGC 7507 ist eine Elliptische Galaxie vom Hubble-Typ E0 im Sternbild Sculptor am Südsternhimmel. Sie ist schätzungsweise 71 Millionen Lichtjahre von der Milchstraße entfernt und hat einen Durchmesser von etwa 60.000 Lj.
Das Objekt wurde am 30. Oktober 1783 von dem deutsch-britischen Astronomen Wilhelm Herschel entdeckt.
Im selben Himmelsareal befindet sich die Galaxie NGC 7513. Gemäß der Koordinaten von IC 1475 befindet sich auch dieses Objekt in der Nähe, aber es gibt kein reales zu beobachtendes Objekt.